# Alsobia baroniae
Alsobia baroniae (лат.) — вид травянистых растений рода Альсобия (Alsobia) семейства Геснериевые (Gesneriaceae). До описания была известна среди любителей комнатных растений как Alsobia sp. RM2010.
Вид назван в честь миссис Эллы Барон, основательницы и директора ботанического сада Ian Anderson’s Caves Branch Botanical Garden в Бельмопане (Белиз), которая внесла большой вклад в изучение эпилитной флоры Белиза.

## Распространение и экология
Эндемик Белиза. Исходный материал для культивирования в комнатах собран на двух участках прибрежных равнин недалеко от столицы Белиза (округ Кайо). Растение произрастает на известняковых выходах равнины, растёт в трещинах и углублениях породы на высоте 0—100 метров над уровнем моря. Может полностью сбрасывать листья в определённые сезоны.

## Ботаническое описание
Ползучее многолетнее растение, образующее столоны. Стебли ветвистые, слабо одревесневающие, длиной до 1—2 метров. Верхняя часть стеблей, обе поверхности листьев, цветонос и чашечка равномерно опушённые. Волоски многоклеточные, длиной 1—2 мм.
Листья супротивные, собраны на верхушках стеблей, листовая пластинка размерами 10—26 × 2,6—11,5 см, от эллиптической до яйцевидной, мясистая у живого листа и бумажистая у высушенного. Волоски образуют бархатистое опушение. Верхняя сторона листа тёмно-зелёная с редкими короткими железистыми волосками среди опушения; нижняя сторона серовато-зелёная с густо расположенными короткими железистыми волосками среди опушения. Боковых жилок 4—5 пар. Кончик листа от заострённого до притупленного или округлого. Край листа пильчато-зубчатый. Черешок листа длиной 0,5—5,5 см.
Цветки одиночные в пазухах листьев. Цветонос длиной около 10 мм, красноватый. Чашечка длиной 15—20 мм, чашелистики длиной 11—18 мм, от ланцетовидных до узкоэллиптических. Венчик длиной 2,5—3,2 см, белый, лепестки и трубка с пурпурными пятнами внутри. Наружная сторона опушённая, длина волосков до 5 мм. Трубка цветка сильно вздутая снизу, диаметром у основания 3—4 мм, резко расширяется в середине до 15 мм и сужается к зеву. Лепестки голые на внутренней стороне, с зубчатым краем; лепестки размером примерно 5×5 мм, нижний лепесток шире остальных, 5×9 мм.
Тычинок 4, свободные, длиной около половины длины трубки. Пыльники длиной около 1 мм, белые, соединены вершинами. Столбик длиной около половины длины трубки; завязь овальная, опушённая.
Плод размером 5×7 мм, овальный, опушённый, заключён внутрь сохраняющейся чашечки.
От других видов рода отличается крупными листовыми пластинками, размерами и опушением венчика, зазубренными краями лепестков.

## В культуре
Вид появился в коллекциях любителей в 2010 году, получен Роном Майром (Ron Myhr) в Белизе из двух источников. Один образец получен от натуралиста и эколога Яна Меермана (Jan Meerman), прожившего много лет в Белизе, а второй образец — из Белизского Ботанического сада. Без обрезки растение достигает большого размера, интенсивно образует столоны.
В России в культуре редка.